# Golden Globe Awards 1969
Die 26. Verleihung der Golden Globe Awards fand am 24. Februar 1969 statt.

## Preisträger und Nominierungen

### Bester Film – Drama
Der Löwe im Winter (The Lion in Winter) – Regie: Anthony Harvey
- Charly – Regie: Ralph Nelson
- Das Herz ist ein einsamer Jäger (The Heart Is a Lonely Hunter) – Regie: Robert Ellis Miller
- Ein Mann wie Hiob (The Fixer) – Regie: John Frankenheimer
- In den Schuhen des Fischers (In the Shoes of the Fisherman) – Regie: Michael Anderson

### Bester Film – Musical/Komödie
Oliver (Oliver!) – Regie: Carol Reed
- Deine, meine, unsere (Yours, Mine and Ours) – Regie: Melville Shavelson
- Der goldene Regenbogen (Finian’s Rainbow) – Regie: Francis Ford Coppola
- Ein seltsames Paar (The Odd Couple) – Regie: Gene Saks
- Funny Girl – Regie: William Wyler

### Beste Regie
Paul Newman – Die Liebe eines Sommers (Rachel, Rachel)
- Anthony Harvey – Der Löwe im Winter (The Lion in Winter)
- Carol Reed – Oliver (Oliver!)
- William Wyler – Funny Girl
- Franco Zeffirelli – Romeo und Julia (Romeo and Julliet)

### Bester Hauptdarsteller – Drama
Peter O’Toole – Der Löwe im Winter (The Lion in Winter)
- Alan Arkin – Das Herz ist ein einsamer Jäger (The Heart Is a Lonely Hunter)
- Alan Bates – Ein Mann wie Hiob (The Fixer)
- Tony Curtis – Der Frauenmörder von Boston (The Boston Strangler)
- Cliff Robertson – Charly

### Beste Hauptdarstellerin – Drama
Joanne Woodward – Die Liebe eines Sommers (Rachel, Rachel)
- Mia Farrow – Rosemaries Baby (Rosemary’s Baby)
- Katharine Hepburn – Der Löwe im Winter (The Lion in Winter)
- Vanessa Redgrave – Isadora
- Beryl Reid – Das Doppelleben der Sister George (The Killing of Sister George)

### Bester Hauptdarsteller – Musical/Komödie
Ron Moody – Oliver (Oliver!)
- Fred Astaire – Der goldene Regenbogen (Finian’s Rainbow)
- Jack Lemmon – Ein seltsames Paar (The Odd Couple)
- Walter Matthau – Ein seltsames Paar (The Odd Couple)
- Zero Mostel – Frühling für Hitler (The Producers)

### Beste Hauptdarstellerin – Musical/Komödie
Barbra Streisand – Funny Girl
- Julie Andrews – Star!
- Lucille Ball – Deine, meine, unsere (Yours, Mine and Ours)
- Petula Clark – Der goldene Regenbogen (Finian’s Rainbow)
- Gina Lollobrigida – Buona Sera, Mrs. Campbell

### Bester Nebendarsteller
Daniel Massey – Star!
- Beau Bridges – Liebling (For Love of Ivy)
- Ossie Davis – Mit eisernen Fäusten (The Scalphunters)
- Hugh Griffith – Ein Mann wie Hiob (The Fixer)
- Hugh Griffith – Oliver (Oliver!)
- Martin Sheen – Rosen für die Lady (The Subject Was Roses)

### Beste Nebendarstellerin
Ruth Gordon – Rosemaries Baby (Rosemary’s Baby)
- Barbara Hancock – Der goldene Regenbogen (Finian’s Rainbow)
- Abbey Lincoln – Liebling (For Love of Ivy)
- Sondra Locke – Das Herz ist ein einsamer Jäger (The Heart Is a Lonely Hunter)
- Jane Merrow – Der Löwe im Winter (The Lion in Winter)

### Bester Nachwuchsdarsteller
Leonard Whiting – Romeo und Julia (Romeo and Julliet)
- Alan Alda – Papierlöwe (Paper Lion)
- Daniel Massey – Star!
- Michael Sarrazin – Die wilden Jahre (The Sweet Ride)
- Jack Wild – Oliver (Oliver!)

### Beste Nachwuchsdarstellerin
Olivia Hussey – Romeo und Julia (Romeo and Julliet)
- Ewa Aulin – Candy
- Jacqueline Bisset – Die wilden Jahre (The Sweet Ride)
- Barbara Hancock – Der goldene Regenbogen (Finian’s Rainbow)
- Sondra Locke – Das Herz ist ein einsamer Jäger (The Heart Is a Lonely Hunter)
- Leigh Taylor-Young – Lass mich küssen deinen Schmetterling (I Love You, Alice B. Toklas )

### Bestes Drehbuch
Stirling Silliphant – Charly
- Mel Brooks – Frühling für Hitler (The Producers)
- James Goldman – Der Löwe im Winter (The Lion in Winter)
- Roman Polański – Rosemaries Baby (Rosemary’s Baby)
- Dalton Trumbo – Ein Mann wie Hiob (The Fixer)

### Beste Filmmusik
Alex North – In den Schuhen des Fischers (In the Shoes of the Fisherman)
- John Barry – Der Löwe im Winter (The Lion in Winter)
- Krzysztof Komeda – Rosemaries Baby (Rosemary’s Baby)
- Michel Legrand – Thomas Crown ist nicht zu fassen (The Thomas Crown Affair)
- Nino Rota – Romeo und Julia (Romeo and Julliet)
- Richard M. Sherman, Robert B. Sherman – Tschitti Tschitti Bäng Bäng (Chitty Chitty Bang Bang)

### Bester Filmsong
„The Windmills of Your Mind“ aus Thomas Crown ist nicht zu fassen (The Thomas Crown Affair) – Alan Bergman, Marilyn Bergman, Michel Legrand
- „Buona Sera, Mrs. Campbell“ aus Buona Sera, Mrs. Campbell – Melvin Frank, Riz Ortolani
- „Chitty Chitty Bang Bang“ aus Tschitti Tschitti Bäng Bäng (Chitty Chitty Bang Bang) – Richard M. Sherman, Robert B. Sherman
- „Funny Girl“ aus Funny Girl – Bob Merrill, Jule Styne
- „Star“ aus Star! – Sammy Cahn, Jimmy Van Heusen

### Bester fremdsprachiger Film
Krieg und Frieden (Woina i mir), Russland – Regie: Sergei Bondartschuk
- Die Braut trug schwarz (La Mariée était en noir), Frankreich – Regie: François Truffaut
- Geraubte Küsse (Baisers volés), Frankreich – Regie: François Truffaut
- Ich traf sogar glückliche Zigeuner (Skupljaci perja), Jugoslawien – Regie: Aleksandar Petrović
- Schande (Skammen), Schweden – Regie: Ingmar Bergman

### Bester englischsprachiger ausländischer Film
Romeo und Julia (Romeo and Julliet), Großbritannien, Italien – Regie: Franco Zeffirelli
- Benjamin – Aus dem Tagebuch einer männlichen Jungfrau (Benjamin ou les Mémoires d’un puceau), Frankreich – Regie: Michel Deville
- Buona Sera, Mrs. Campbell, Großbritannien – Regie: Melvin Frank
- Poor Cow – Geküßt und geschlagen (Poor Cow), Großbritannien – Regie: Ken Loach
- Joanna, Großbritannien – Regie: Michael Sarne

## Nominierungen und Gewinner im Bereich Fernsehen

### Beste Fernsehserie
Laugh-In
- Doris Day in... (The Doris Day Show)
- Julia
- The Carol Burnett Show
- The Name of the Game

### Bester Darsteller in einer Fernsehserie
Carl Betz – Judd for the Defense
- Raymond Burr – Der Chef (Ironside)
- Telly Savalas – Kobra, übernehmen Sie (Mission: Impossible)
- Dean Martin – The Dean Martin Show
- Efrem Zimbalist, Jr. – FBI (The F.B.I.)

### Beste Darstellerin in einer Fernsehserie
Diahann Carroll – Julia
- Doris Day – Doris Day in... (The Doris Day Show)
- Hope Lange – Der Geist und Mrs. Muir (The Ghost & Mrs. Muir)
- Elizabeth Montgomery – Verliebt in eine Hexe (Bewitched)
- Nancy Sinatra – The Nancy Sinatra Show